# Moon Ga-young
Đây là một tên người Triều Tiên, họ là Moon.
Moon Ga-young (tiếng Hàn: 문가영, sinh ngày 10 tháng 7 năm 1996) là một nữ diễn viên người Hàn Quốc. Cô được khán giả biết đến với các vai diễn trong Heartstrings (2011), EXO Next Door (2015), Gaekju (2015), Bộ đôi đài truyền hình (2016), Trò chơi tình yêu (2018) và Vẻ đẹp đích thực (2020).

## Tiểu sử & gia đình
Ga-young sinh ngày 10 tháng 7 năm 1996 tại thành phố Karlsruhe, bang Baden-Württemberg, Đức. Cha mẹ cô là người Hàn Quốc và gia đình cô trở về Hàn Quốc khi cô 10 tuổi, cô còn có một người chị gái.

## Sự nghiệp
Ga-young bắt đầu sự nghiệp diễn xuất trong năm 2006, cô xuất hiện trong cả phim điện ảnh và truyền hình. Năm 2014, cô đóng vai chính đầu tiên trong phim Mimi, được phát sóng trên kênh truyền hình Mnet.
Vào tháng 4 năm 2015, cô cùng với các thành viên nhóm nhạc EXO tham gia bộ phim truyền hình chiếu mạng mang tên EXO Next Door - được phát sóng trên Naver TV Cast.

## Danh sách phim đã tham gia

### Điện ảnh
| Năm  | Tựa đề                   | Vai diễn            | Ghi chú             |
| ---- | ------------------------ | ------------------- | ------------------- |
| 2006 | Bloody Reunion           | Eun-young (lúc nhỏ) |                     |
| 2007 | Buồm                     | Oh Ye-Ryung         |                     |
| 2007 | Căn nhà màu đen          |                     | Tham gia lồng tiếng |
| 2007 | Bóng mờ trong Hoàng cung | Il-won              |                     |
| 2007 | Thị trấn của chúng tôi   | So-yeon (lúc nhỏ)   |                     |
| 2008 | Unforgettable            | Bun-rye             |                     |
| 2013 | Kỳ án truyện tranh       | Jo Seo-hyun         |                     |
| 2015 | Salut d'Amour            | Kim Ah-young        |                     |
| 2015 | Island                   | Yeon-joo            |                     |
| 2016 | Nhật thực                | Eun-young           |                     |
| 2016 | Twenty Again             | Soo-mi              |                     |

### Truyền hình
| Năm  | Tựa đề                      | Vai diễn                | Kênh                   | Ghi chú                  |
| ---- | --------------------------- | ----------------------- | ---------------------- | ------------------------ |
| 2006 | Fallen Angel, Jenny         | Hye-mi                  | Mnet                   |                          |
| 2007 | Cloudy Today                | Ri-na                   | EBS                    |                          |
| 2007 | Hoàng Cung S                |                         | MBC                    |                          |
| 2007 | By My Side                  | Seo Eun-joo (lúc nhỏ)   | MBC                    |                          |
| 2007 | Ma nữ Yoo Hee               |                         | SBS                    |                          |
| 2007 | Merry Mary                  | Hwang Me-ri (lúc nhỏ)   | MBC                    |                          |
| 2007 | Hometown Over the Hill      | Na Hae-young            | KBS1                   |                          |
| 2008 | La Dolce Vita               | Ha Na-ri                | MBC                    |                          |
| 2009 | Công chúa Ja-myung          | So-so (lúc nhỏ)         | SBS                    |                          |
| 2009 | Friend, Our Legend          | Choi Jin-sook (lúc nhỏ) | MBC                    |                          |
| 2010 | Những người bạn tốt         | Kang Soo-ji             | KBS2                   |                          |
| 2010 | Các gia đình có uy tín      | Han Dan-yi (lúc nhỏ)    | KBS1                   |                          |
| 2010 | Bad Guy                     | Hong Tae-ra (lúc nhỏ)   | SBS                    |                          |
| 2011 | Heartstrings                | Lee Jung-hyun           | MBC                    |                          |
| 2012 | Just an Ordinary Love Story | Kim Yoon-hye (lúc nhỏ)  | KBS2                   | KBS Drama Special Series |
| 2013 | Em là ai?                   | Dan Oh-reum             | tvN                    | Khách mời, tập 1-2       |
| 2013 | Gia tộc họ Wang             | Wang Hae-bak            | KBS2                   |                          |
| 2014 | Mimi                        | Mimi                    | Mnet                   |                          |
| 2015 | EXO Next Door               | Ji Yeon-hee             | Naver TV Cast          |                          |
| 2015 | The Merchant: Gaekju 2015   | Wol-yi                  | KBS2                   |                          |
| 2015 | Delicious Love              | Park Soo-jin            | Naver TV Cast, YouTube |                          |
| 2016 | Chiếc gương của phù thủy    | Sol-gae                 | JTBC                   |                          |
| 2016 | Bộ đôi đài truyền hình      | Lee Ppal-gang           | SBS                    |                          |
| 2017 | Lang y lừng danh            | Dongmakgae              | tvN                    |                          |
| 2017 | Dancing the Waltz Alone     | Kim Min-seon            | KBS2                   | KBS Drama Special        |
| 2018 | Trò chơi tình yêu           | Choi Soo-ji             | MBC                    |                          |
| 2019 | Welcome to Waikiki 2        | Han Soo-yeon            | JTBC                   |                          |
| 2020 | Tìm em trong ký ức          | Yeo Ha-jin              | MBC                    |                          |
| 2020 | Vẻ đẹp đích thực            | Lim Joo-kyung           | tvN                    |                          |
| 2022 | Sao băng (Shooting Star)    | Yeo Ha-jin              | tvN                    | Cameo                    |
| 2022 | Link: Eat, Love, Kill       | Noh Da-hyun             | tvN                    |                          |
| 2022 | The interest of love        | Ahn Soo-young           | jtbc                   |                          |

### Show
| Năm  | Tiêu đề          | Mạng | Ghi chú |
| ---- | ---------------- | ---- | ------- |
| 2009 | Sinnara Khoa học | KBS1 | MC      |

## Danh sách giải thưởng và đề cử
| Năm  | Lễ trao giải     | Hạng mục                                   | Phim đề cử             | Kết quả   |
| ---- | ---------------- | ------------------------------------------ | ---------------------- | --------- |
| 2010 | KBS Drama Awards | Diễn viên trẻ xuất sắc                     | Các gia đình có uy tín | Đề cử     |
| 2013 | KBS Drama Awards | Diễn viên trẻ xuất sắc                     | Gia tộc họ Wang        | Đề cử     |
| 2018 | MBC Drama Awards | Nữ diễn viên xuất sắc cho phim truyền hình | Trò chơi tình yêu      | Đoạt giải |
| 2020 | MBC Drama Awards | Best Couple với Kim Dong-wook              | Tìm em trong ký ức     | Đoạt giải |